# Cecil Bridgewater

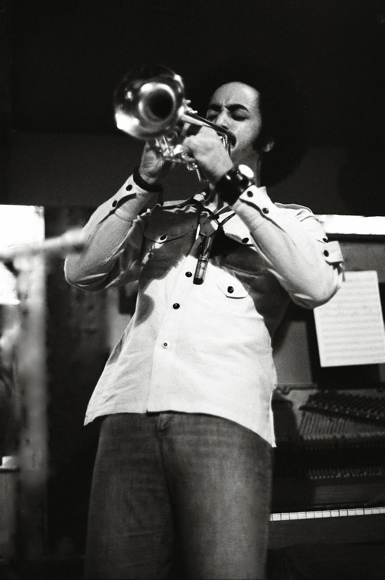
Cecil Bridgewater (1976)

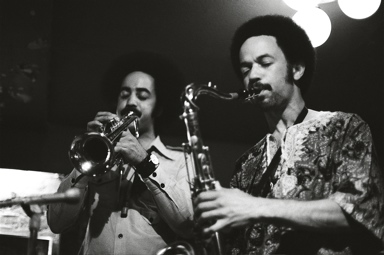
Cecil und sein Bruder Ron Bridgewater im Club Boomer’s, New York 1976

Cecil Vernon Bridgewater (* 10. Oktober 1942 in Urbana (Illinois)) ist ein US-amerikanischer Jazz-Trompeter, Komponist und Musikpädagoge.

## Leben und Wirken
Cecil Bridgewaters Großvater und Vater spielten ebenfalls Trompete; seinen ersten Profijob hatte er in der Band seines Onkels. Er studierte zwischen 1960 und 1964 sowie nach dem Militärdienst 1968/69 an der University of Illinois, mit deren Band er 1968 in Westeuropa und 1969 in Russland auf Tournee war. Mit seinem Bruder, dem Saxophonisten Ron Bridgewater, gründete er die Formation Bridgewater Bros. Band, die bis 1989 bestand. 1970 spielte er bei Horace Silver und ging dann mit dem Thad Jones/Mel Lewis Orchestra auf Tournee. Weiterhin arbeitete er mit Dizzy Gillespie, Art Blakey 1972, Max Roach, Randy Weston, Charles McPherson, Joe Henderson 1975, Roy Brooks, Abdullah Ibrahim und Sam Rivers. Später war er auch mit der Concert Band von George Gruntz unterwegs und wirkte an Einspielungen von McCoy Tyner, Frank Wess, Heiner Stadler, Jack McDuff, Richard Davis, Billy Harper, Dee Dee Bridgewater, Antonio Hart, Groove Holmes oder John Stubblefield mit.
Bridgewater hat Kompositionsaufträge von Orchestern wie dem Cleveland Chamber Orchestra und von Meet The Composers erhalten, aber auch für Lena Horne, Vanessa Rubin oder Dee Dee Bridgewater (mit der er seit 1970 verheiratet war) Kompositionen und Arrangements geschrieben. Er war lange Jahre bei Jazzmobile als Musikpädagoge tätig und unterrichtete Trompete, Improvisation, Arrangement und Bigband-Spiel. Außerdem hatte er Lehraufträge an der New School und der Manhattan School of Music.

## Auswahldiskographie
- Mean What You Say – Brownstone Recordings 1998
- I Love Your Smile – Mesa Records – 1993
- Generations Suite – Denon Records – 1979
- Lightning and Thunder – Denon Records – 1978

## Lexigraphische Einträge
- Martin Kunzler: Jazz-Lexikon. Band 1: A–L (= rororo-Sachbuch. Bd. 16512). 2. Auflage. Rowohlt, Reinbek bei Hamburg 2004, ISBN 3-499-16512-0.
- Leonard Feather, Ira Gitler: The Biographical Encyclopedia of Jazz. Oxford University Press, New York 1999, ISBN 0-19-532000-X.